# クレヴァル (潜水艦)

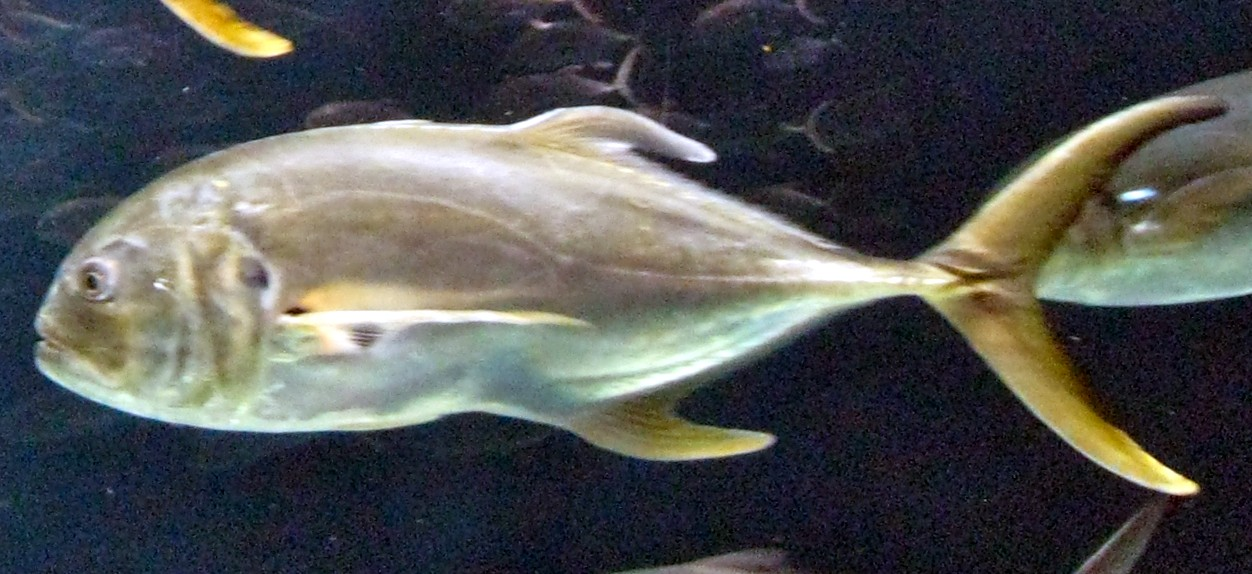
ムナグロアジ（Crevalle jack）

クレヴァル (USS Crevalle, SS/AGSS-291) は、アメリカ海軍の潜水艦。バラオ級の一隻。艦名はギンガメアジ属の一種ムナグロアジに因む。

## 艦歴
クレヴァルは1942年11月14日にメイン州キタリーのポーツマス海軍造船所で起工する。1943年2月22日にC・W・フィッシャー夫人によって進水し、艦長ヘンリー・G・マンソン少佐（アナポリス1932年組）の指揮下6月24日に就役する。就役後、訓練期間を経て10月11日にニューロンドンからオーストラリアのブリスベンに到着し、哨戒行動の準備のためダーウィンに回航された。

### 第1、第2の哨戒 1943年10月 - 1944年2月
10月27日、クレヴァルは最初の哨戒でスールー海および南シナ海に向かった。11月11日に750トン級の小型船を砲撃で破壊。11月15日、クレヴァルは北緯14度53分 東経119度56分 / 北緯14.883度 東経119.933度の地点で陸軍輸送船旭光丸（山下汽船、6,783トン）を撃沈した。3日後の11月18日には空母と思しき艦艇を発見し、魚雷を発射した。クレヴァルはフリーマントルへの帰投途中の11月26日にも商船に対して攻撃した。12月7日、クレヴァルは49日間の行動を終えてフリーマントルに帰投した。
12月30日、クレヴァルは2回目の哨戒で南シナ海およびインドシナ半島方面に向かった。1944年1月7日、クレヴァルは潜航中の日本海軍の潜水艦を発見して雷撃したが、魚雷が早期爆発を起こして攻撃は失敗した。2日後の1月9日には5トン程度のボートを砲撃で撃沈。1月14日から15日にかけては、サイゴン沖に機雷を敷設した。敷設後の1月26日には北緯08度30分 東経109度10分 / 北緯8.500度 東経109.167度の地点で元特設砲艦武昌丸（南日本汽船、2,552トン）を撃沈した。2月11日に小型の監視艇を撃沈した後、2月15日には輸送船団を発見。数隻の目標に向けて雷撃を行った後、反撃から逃れるために深深度潜航で避退。攻撃の成果は確認できなかった。2月28日、クレヴァルは60日間の行動を終えてフリーマントルに帰投。3月16日、艦長がフランシス・D・ウォーカー（アナポリス1935年組）に代わった。

### 第3、第4の哨戒 1944年4月 - 8月

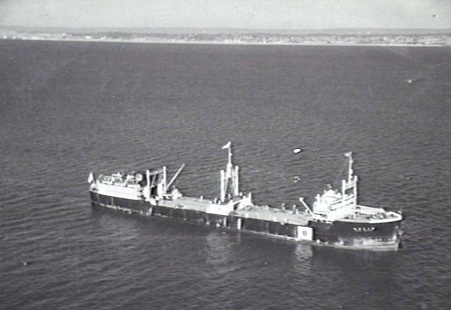
日新丸（1937年）

4月4日、クレヴァルは3回目の哨戒で南シナ海に向かった。4月25日、クレヴァルは北緯07度11分 東経116度46分 / 北緯7.183度 東経116.767度の地点で、漁船3隻を従えてパラワン島のプエルト・プリンセサからラブアンに向かっていた柏丸（丸辰海運、972トン）に向けて魚雷を発射。柏丸は最初の3本を回避したが、続く2本の魚雷が命中して轟沈した。5月6日朝、クレヴァルはボルネオ島北岸でミリからマニラに向かっていたミ02船団を発見。船団中最大の船舶であった捕鯨母船改造のタンカー日新丸（西大洋漁業、16,801トン）に向けて雷撃し、8時1分に後部に魚雷2本が命中して日新丸は5分で沈没し多量の石油を喪失した。その後、クレヴァルは避難民救助という特別任務の命を受けてネグロス島に向かった。5月11日、クレヴァルはネグロス島に接近し、アメリカ人宣教師の手引きによって集まったバターン死の行進から逃れた者や28名におよぶ女性や子供ら総計48名を収容した。この収容された者の中には、海軍乙事件でセブ島に不時着し、現地ゲリラの捕虜となった福留繁中将ら連合艦隊司令部幕僚から押収した数々の最重要文書を携えていた者もいた。クレヴァルは避難民を収容した後ネグロス島を離れ、フリーマントルに向かった。5月14日には日本軍機の爆撃を受けたが辛くも逃れた。その後、潜水艦フラッシャー (USS Flasher, SS-249) などとともに、四塩化炭素中毒に見舞われた潜水艦アングラー (USS Angler, SS-240) に対する支援を行ったのち、5月19日にダーウィンで避難民を上陸させた。5月28日、クレヴァルは54日間の行動を終えてフリーマントルに帰投した。
6月21日、クレヴァルは4回目の哨戒でアングラー、フラッシャーとともにウルフパックを構成し南シナ海に向かった。7月25日夜、クレヴァルはルソン島北西海域でヒ68船団を発見し、アングラー、フラッシャーとともに攻撃した。3時14分にフラッシャーがタンカー大鳥山丸（三井船舶、5,280トン）を撃沈したとほぼ同時に、クレヴァルは安芸丸（日本郵船、11,409トン）の左舷に魚雷1本を命中させ、3分後には東山丸（大阪商船、8,666トン）にも魚雷を命中させた。クレヴァルは明け方の5時30分ごろに安芸丸を目標に再度雷撃し、魚雷3本を命中させてようやく安芸丸を撃沈した。先に魚雷を命中させた東山丸は、正午前にフラッシャーがとどめの魚雷を命中させて撃沈した。2日後の7月28日にも、北緯16度23分 東経119度40分 / 北緯16.383度 東経119.667度の地点で白馬山丸（太洋興業、6,641トン）を撃沈した。8月9日、クレヴァルは50日間の行動を終えてフリーマントルに帰投した。

### 第5の哨戒 1944年9月
9月1日、クレヴァルは5回目の哨戒でジャワ海およびフィリピン方面に向かった。
9月10日、クレヴァルは潜航哨戒の後に普通に浮上した。ところが、艦橋の見張り台へ配置に就くため、見張り担当のビル・フィッツェンに続いてハワード・ジェームス・ブラインド中尉がハッチを開けた直後、ハッチが開いたままのクレヴァルの艦体は突然急角度で海中に突っ込み始め、見張り台にいたフィッツェンを海中に放り出した。開いたハッチから入り込む海水を抑えることができず、深度が50メートルあたりになったところでようやくハッチを閉めることができた。しかし排水の方はできず、42度の角度をつけて60メートルの深度に潜ったままとなった。機関担当のロバート・T・イェーガーの元で修復作業が行われたが、制御室や司令塔に浸水しており、また全ての電装品が海水漬けになってダメになってしまった。イェーガーは一連の行為で艦の危機を救ったことで、シルバースターを授与された。浮上後、ブラインドが戦死したことが分かった。恐らく、フィッツェンが放り出された後にブラインドは急速に沈下するクレヴァルのハッチを外から閉じようと努力し、結果的に自分の命と引き換えにクレヴァルを救ったのだろうということで結論付けられた。レンセラー工科大学の卒業生で、2週間前にオーストラリアの女性と結婚したばかりのブラインドは、この行為によって海軍十字章を受章した。クレヴァルは哨戒を打ち切って引き返すこととなった。
9月22日、クレヴァルは20日間の行動を終えてフリーマントルに帰投。その後、修理のため10月22日にフリーマントルを出港し、11月6日に真珠湾に到着。次いで11月11日に真珠湾を出港して西海岸のメア・アイランド海軍造船所に回航され、11月18日に到着した。ウォーカー艦長は事故の責任については問われなかったものの、艦長を任を辞した。12月23日、後任の艦長にエヴェット・H・シュタインメッツ（アナポリス1935年組）が着任した。修理が終わったクレヴァルは1945年2月14日に出港し、2月21日に真珠湾に到着した。

### 第6、第7の哨戒 1945年3月 - 7月
3月13日、クレヴァルは6回目の哨戒で潜水艦ライオンフィッシュ (USS Lionfish, SS-298)、トルッタ (USS Trutta, SS-421) とウルフパックを構成し東シナ海に向かった。クレヴァル以下のウルフパックは最初、九州の南部を哨戒して戦艦・大和以下の艦隊の進出に備えたが、大和らの艦隊はクレヴァルらがいる海域を通過しなかった。その後九州西岸沖を北上し、4月9日には駆潜艇と思しき艦船を砲撃で破壊。4月10日には壱岐島近海で海防艦・生名を雷撃し、撃破した。この頃、対馬海峡に日本海軍が対潜機雷を敷設している情報がもたらされていたので、クレヴァルは4月21日から機雷礁の調査を行った。調査中の4月23日から25日までは、沖縄戦の支援でパイロット救助の任務も兼ねた。5月3日、クレヴァルは46日間の行動を終えてグアムのアプラ港に帰投。この哨戒で従軍星章を受章した。
5月27日、クレヴァルは7回目の哨戒でバーニー作戦に参加して日本海に向かった。このバーニー作戦は、この時点の日本に残されたほぼ唯一の重要航路に打撃を与えるものであり、対馬海峡の機雷原突破と日本海を悠然と航行する日本船は、目標の減少に嘆いていた潜水艦部隊にとっては絶好のスリルであり獲物であった。この作戦には9隻の潜水艦が投入され「ヘルキャッツ」 Hellcats と命名された。各潜水艦は三群に分けられ、シードッグ (USS Sea Dog, SS-401) のアール・T・ハイデマン艦長（アナポリス1932年組）が総司令となった。クレヴァルはシードッグ 、スペードフィッシュ (USS Spadefish, SS-411) と共にウルフパック「ハイデマンズ・ヘップキャッツ」 Hydeman's Hep Cats を組み、第一陣として6月4日までに対馬海峡に進出した。
リレー式に対馬海峡を突破した各潜水艦は三群それぞれの担当海域に向かい、6月9日日の出時の攻撃開始を待った。「ハイデマンズ・ヘップキャッツ」は北海道の西部海域から新潟沖に進出し、クレヴァルは北海道の西部海域に進出した。作戦初日の6月9日、クレヴァルは青森県艫作岬沖で北都丸（板谷商船、2,215トン）を撃沈した。翌6月10日も同じ海域で大輝丸（大連汽船、2,217トン）を撃沈。さらに6月11日にも博山丸（宮地汽船、2,211トン）も撃沈し、3日連続で戦果を挙げた。その後も商船を発見しては攻撃を続けたが、4隻目の戦果はなかなか挙げられなかった。6月14日には2隻の松型駆逐艦を発見して攻撃したが、成功しなかった。魚雷が艦尾発射管の2本しか残っていなかった6月22日未明、クレヴァルは北海道西部沖で対潜掃討中の海防艦・笠戸を8,100メートルの距離で発見した。クレヴァルは笠戸を夕雲型駆逐艦あるいは吹雪型駆逐艦と判断していた。笠戸もソナーでクレヴァルを探知し、クレヴァルに向かってきた。クレヴァルは艦尾発射管を笠戸の真正面の方向に向け、最後に残った魚雷を笠戸に向けて発射した。そのうちの1本が笠戸の艦首に命中し、笠戸は艦首を吹き飛ばされて大破したが、沈没は免れた。クレヴァルはシードッグ、スペードフィッシュと再会したあと、6月24日夜に宗谷海峡西側に到着。6月19日に討ち取られたボーンフィッシュ (USS Bonefish, SS-223) 以外の各潜水艦は翌25日正午に濃霧の中を二列縦陣、浮上航行で海峡を通過し、オホーツク海に入った。7月5日、クレヴァルは38日間の行動を終えて真珠湾に帰投した。クレヴァルはその後、8月11日に8回目の哨戒の準備でグアムに向かったが途中で終戦となり、グアムとサイパン島に寄港した後、9月10日に真珠湾に到着。3日後の9月13日にニューヨークに向けて出航し、10月5日に到着した。
クレヴァルは大戦中合計51,814トンの船舶を撃沈し、最初と4回目の哨戒で海軍殊勲部隊章を受賞、4つの従軍星章を獲得した。また、単独で9隻51,814トンの戦果を挙げ、ほかにフラッシャーと戦果を分け合った分の4,333トンが評価された。

### 戦後
クレヴァルは1946年3月27日に母港ニューロンドンに凱旋し、修理を行った。その後、7月20日に予備役艦隊に編入されるまでパナマ運河地帯とヴァージン諸島方面で行動した。1951年9月6日、クレヴァルは再就役し東海岸やカリブ海方面での訓練艦として1955年8月19日まで使用された。ニューロンドンでの係留の後、1957年から1960年まで再度東海岸やカリブ海で訓練に従事した。クレヴァルは1960年に AGSS-291（補助潜水艦）に艦種変更され、1962年3月9日に使用が停止された。その後、1968年4月15日に除籍され、1971年3月17日にスクラップとして売却された。